# جرن النجد (السدة)

تعديل مصدري - تعديل

جرن النجد محلة تابعة لقرية المكعسين، التابعة لعزلة جبل حجاج بمديرية السدة إحدى مديريات محافظة إب في الجمهورية اليمنية.، بلغ تعداد سكانها 99 حسب تعداد اليمن لعام 2004.